# Henry, 3. Earl of Atholl
Henry, 3. Earl of Atholl († um 1200) war ein schottischer Adliger.
Henry entstammte dem Geschlecht der alten Earls of Atholl, das von Máel Muire, einem jüngeren Sohn von König Duncan I. abstammte. Er war der älteste Sohn von Malcolm, Earl of Atholl und dessen ersten Frau. Das Earldom Atholl war im 12. Jahrhundert noch nicht feudalisiert, doch entgegen dem traditionellen gälisch-schottischen Erbrecht konnten die Earls den Titel an ihre Söhne vererben. Nach dem Tod seines Vaters, der vermutlich um 1197, spätestens vor dem 15. Februar 1198 starb, erbte Henry den Titel Earl of Atholl und die Besitzungen der Familie. Er starb aber bereits etwa drei Jahre später.
Henry hatte vermutliche eine Angehörige der Familie Comyn geheiratet. Mit ihr hatte er zwei Töchter:
- Isabell († zwischen 1231 und 1242) ⚭ Thomas of Galloway
- Forblaith (auch Forueleth) ⚭ David Hastings († 1247)

Dazu hatte er einen unehelichen Sohn. Nach seinem frühen Tod übernahm offenbar König Wilhelm I. die Verwaltung von Atholl. Der König verheiratete um 1209 Henrys ältere Tochter Isabell mit Thomas of Galloway, dem jüngeren Bruder des Magnaten Alan, Lord of Galloway. Thomas wurde durch die Heirat Earl of Atholl. Nach dem Tod von Patrick of Galloway, dem Sohn von Isabell of Atholl und Thomas of Galloway 1242 fiel Atholl an David Hastings, der Forblaith, die jüngere Tochter von Earl Henry geheiratet hatte.